# James C. Phillips
James Charles Phillips, genannt Jim Phillips, (* 9. März 1933 in New Orleans, Louisiana) ist ein amerikanischer theoretischer Festkörperphysiker.

## Leben
Phillips wuchs in Arizona, Colorado und New Mexico auf und machte seinen High-School-Abschluss 1950 in Albuquerque. Er studierte an der University of Chicago Physik (unter anderem bei Enrico Fermi in dessen letztem Kurs 1955) und Mathematik mit dem Bachelor-Abschluss 1953 sowie der Promotion 1956 bei Morrel H. Cohen. Als Post-Doktorand war er bis 1958 an den Bell Laboratories (in der Theoriegruppe von Conyers Herring), 1958/59 an der University of California, Berkeley (bei Charles Kittel), und 1959/60 an der University of Cambridge am Cavendish Labor (wie auch 1962/63 und 1966/67 jeweils als Stipendiat der National Science Foundation). Ab 1960 war er zunächst Assistant Professor und schließlich Professor für Physik an der University of Chicago. Ab 1969 ging er wieder zu den Bell Laboratories, wo er bis 2001 blieb. Danach war er an der Rutgers University als Gastwissenschaftler.
Er war seit 1977 Mitglied der National Academy of Sciences. 1972 erhielt er den Oliver E. Buckley Condensed Matter Prize und 1992 die Hume Rothery Medal.

## Werk
Phillips entwickelte Ende der 1950er Jahre die Pseudopotential-Methode, eine wichtige Methode der theoretischen Festkörperphysik zum Beispiel bei präzisen Bandstrukturrechnungen. Er entwickelte diese Theorie an der Universität Chicago mit seinem Doktoranden Marvin Cohen weiter und wandte sie auf die genaue Vorhersage optischer Eigenschaften und Photoemissionsdaten von Halbleitern an. Er gab die Methode auch an Theoretiker in Cambridge wie Volker Heine weiter.
In den 1960er Jahren befasste er sich mit der mikroskopischen Theorie des Tunnelübergangs von Supraleiter zu normalem Metall (mit Morrel Cohen und Leo Falicov), die Beobachtungen von Ivar Giaever bestätigte und die mit dem Nobelpreis gekrönten Arbeiten von Brian Josephson mit anregten, und mit einer Theorie der Ionizität chemischer Bindungen in Kristallen, insbesondere Halbleitern.
In den 1970er Jahren entwickelte er die Theorie kompakter Netzwerke mit topologischen Zwangsbedingungen mit Anwendung auf ungeordnete Systeme wie Glas. Ab den 1980er Jahren wandte er seine Theorie selbstorganisierter Netzwerke auf die damals neu entdeckten Hochtemperatursupraleiter (HTS) an. Seine Theorie der keramischen HTS behält die Phonon-Wechselwirkung als primären Mechanismus zur Bildung von Cooperpaaren bei, gibt aber die Translationsinvarianz wie im klassischen Fall metallischer Supraleiter auf. Stattdessen ergibt sich das Bild lokaler molekularer Wellenpakete, die sich Netzwerk-artig zwischen den Dopanden ausbreiten (Perkolation).
Er befasste sich in den 1990er Jahren auch weiter mit Glas und anderen ungeordneten Systemen und entwickelte eine Theorie der beobachteten Gabelung (Bifurkation) – zu zwei Werten 3/5 und 3/7 – der Exponenten in dem durch eine gestreckte Exponentialfunktion beschriebenen Relaxationsverhalten mikroskopisch homogener ungeordneter Systeme (stretched exponential relaxation, SER). Er schlug vor, diese Exponenten als Maß für die lokale Homogenität der zugrundeliegenden Systeme zu verwenden, und wandte es unter anderem auf die Verteilung der Zitate wissenschaftlicher Publikationen (und deren plötzliche Änderung 1960) an. Seine Netzwerktheorie von Gläsern führte auch zur Entwicklung neuer Gläser in der Industrie (Corning) und Vorhersage und Erklärung neuer Glasphasen.
In den 2000er Jahren wandte er die von Per Bak initiierte Selbstorganisierte Kritikalität (SOC) auf biologische Systeme an, zum Beispiel im Protein-Design, dem Studium von deren Funktionalität, Struktur, Faltung und von deren biologischer Evolution. Er benutzte SOC, um eine in Brasilien aus Proteindatenbanken entwickelte Skala der Hydrophobie von Proteinen zu stützen. Seine Theorie führte auch zu Anwendungen auf Viren, die in der gezielten Bekämpfung von Krebszellen eingesetzt werden können (ausgehend von Stämmen des New-Castle-Disease-Virus).

## Schriften
Von ihm stammen über 500 Zeitschriftenartikel
- Covalent bonding in crystals, molecules, and polymers. University of Chicago Press, 1969.
- Bonds and Bands in Semiconductors. Academic Press, 1973. (Neuauflage mit G. Lucovsky, New York, Momentum 2009)
- mit Marvin Cohen und Volker Heine: The Quantum Mechanics of Materials. In: Scientific American. Band 246, Nr. 6, Juni 1982, S. 82–102, doi:10.1038/scientificamerican0682-82.